# Top chronos
Pour plus de détails, voir Fiche technique et Distribution.
Top chronos ou Les Horlogers du temps (Clockstoppers, litt. « L'échec du temps ») est un film de science-fiction américain réalisé par Jonathan Frakes, sorti en 2002.

## Synopsis
Le fils d'un physicien se retrouve en possession d'une montre qui a la propriété, une fois activée, de freiner considérablement le cours du temps, offrant ainsi à celui qui l'utilise des possibilités infinies.

## Fiche technique
Sauf indication contraire, les informations mentionnées dans cette section peuvent être confirmées par la base de données cinématographiques IMDb,  présente dans la section « Liens externes ».
- Titre original : Clockstoppers
- Titre français : Top chronos
- Titre Québécois : Les Horlogers du temps
- Réalisation : Jonathan Frakes
- Scénario : Rob Hedden, J. David Stem et David N. Weiss, d'après leur histoire en collaboration d'Andy Hedden
- Musique : Jamshied Sharifi
- Direction artistique : Kevin Kavanaugh
- Décors : Marek Dobrowolski
- Costumes : Deborah Everton
- Photographie : Tim Suhrstedt
- Montage : Peter E. Berger et Jeff Canavan
- Production : Gale Anne Hurd et Julia Pistor
- Production déléguée : Albie Hecht
- Coproduction : Rob Hedden et David B. Householter
- Sociétés de production : Paramount Pictures, Nickelodeon Movies et Valhalla Motion Pictures
- Sociétés distribution : Paramount Pictures et Paramount Home Entertainment
- Pays de production :  États-Unis
- Langue originale : anglais
- Format : couleur
- Genre : science-fiction ; action, aventure, comédie
- Durée : 94 minutes
- Dates de sortie :
  - États-Unis : 29 mars 2002 (avant-première) ; 29 mars 2002 (sortie nationale)
  - France : 14 août 2002

## Distribution
- Jesse Bradford (VF: Benjamin Pascal et VQ: Tristan Harvey) : Zak Gibbs
- French Stewart (VF: Nicolas Marié et VQ: Sylvain Hétu ) : Dr Earl Dopler
- Paula Garcés (VF: Elisabeth Ventura et VQ: Nadia Paradis) : Francesca
- Michael Biehn (VF: Bernard Gabay et VQ: Pierre Auger) : Henry Gates
- Robin Thomas (en) (VF: Bernard Alane et VQ: Luis de Cespedes) : Dr Gibbs
- Garikayi Mutambirwa (VF: Donald Reignoux et VQ: François Godin) : Meeker
- Julia Sweeney (VF: Marie-Martine et VQ: Huguette Gervais ) : Jenny Gibbs
- Lindze Letherman (en) (VQ: Geneviève Déry) : Kelly Gibbs
- Jason Winston George : Richard
- Linda Kim : Jay
- Ken Jenkins (VQ: Claude Préfontaine) : Moore, l'agent de la NSA

## Production
Le tournage a lieu, entre le 25 janvier et le 16 mars 2001, à Santa Clarita, Orange et Ventura, en Californie.